# ドゥディンカ

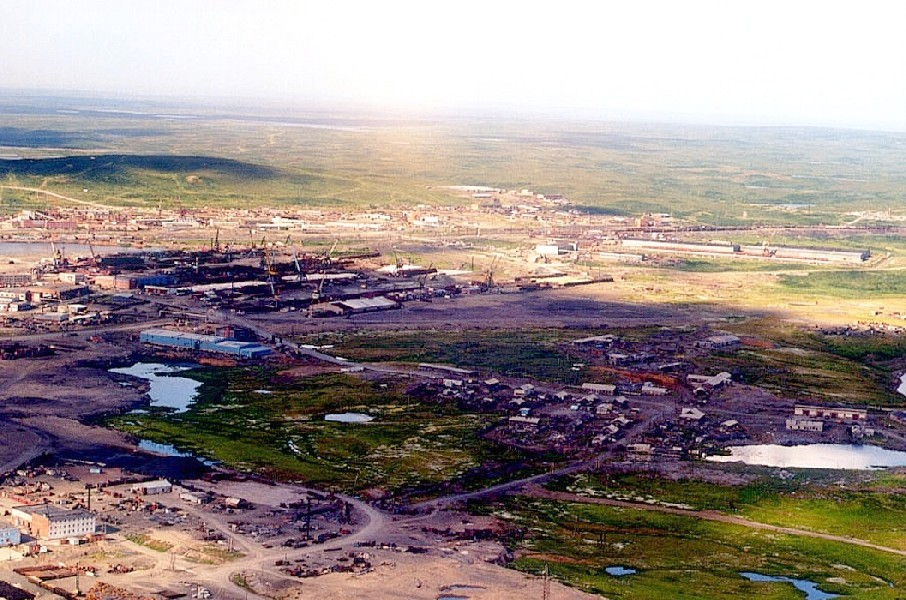
ドゥディンカ市

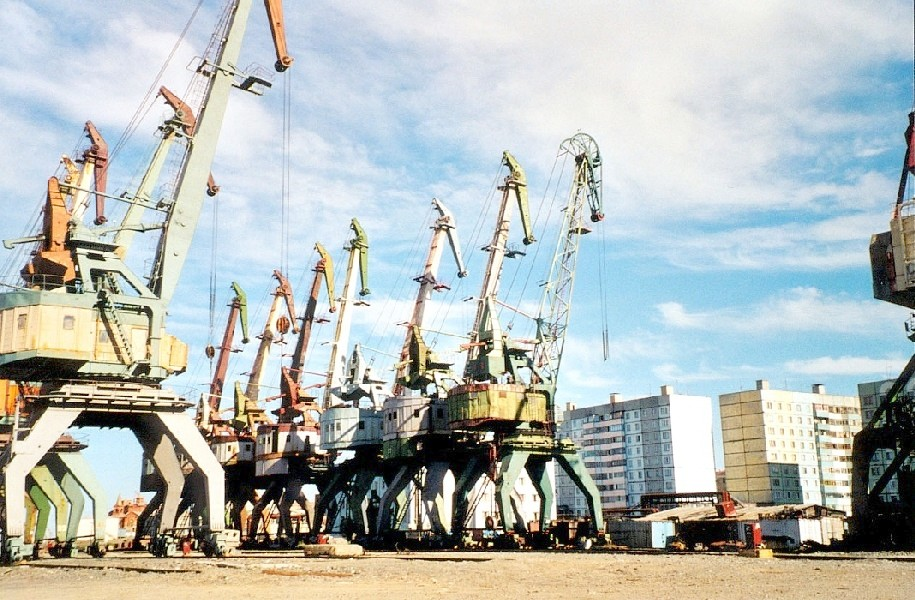
ドゥディンカ港

ドゥディンカ（ロシア語: Дудинка, ネネツ語: Тут'ын, Dudinka）はロシア連邦の都市。クラスノヤルスク地方に属する。クラスノヤルスクから北に2,021km。人口は25,300人（2002年）。北緯69度29分、東経86度17分。
エニセイ川の河口を形成するエニセイ湾の右岸に位置し、北極海に通じる港を持つ。石炭や鉱石の積出港である。アルハンゲリスクやムルマンスクとのあいだで冬季も砕氷船による通航がある。クラスノヤルスクやディクソンとのあいだは夏季にのみ通航している。
1667年に冬営地として建設された。1951年に都市として登録された。
1969年にメソヤハからドゥディンカを通りノリリスクに至る天然ガスのパイプラインが建設された。
地球上でもっとも北を走る鉄道が通る。自動車道路で96km離れたノリリスクと結ばれている。
2001年10月より閉鎖都市に指定され、外国人観光客の訪問が規制されており、ロシア人訪問者も訪問許可が必要となっている。